# Phú Long, Phú Tân (An Giang)
Phú Long là một xã cũ thuộc huyện Phú Tân, tỉnh An Giang, Việt Nam.

## Địa lý
Xã Phú Long nằm ở phía bắc huyện Phú Tân, có vị trí địa lý:
- Phía đông giáp xã Phú Lâm
- Phía tây giáp các xã Phú Hiệp và Hòa Lạc
- Phía nam xã Phú Thành
- Phía bắc giáp thị xã Tân Châu.

Xã có diện tích 19,02 km², dân số năm 2019 là 5.042 người, mật độ dân số đạt 265 người/km².

## Hành chính
Xã Phú Long được chia thành 3 ấp: Long Hậu, Phú Đông và Phú Tây.

## Lịch sử
Xã Phú Long được thành lập vào ngày 12 tháng 1 năm 1984 trên cơ sở tách ấp Long Hậu của xã Long Sơn và phần lớn đất của ấp Phú Thượng thuộc xã Phú Thành.
Ngày 24 tháng 8 năm 2009, Chính phủ ban hành Nghị quyết số 40/NQ-CP. Theo đó:
- Điều chỉnh 160 ha diện tích tự nhiên và 211 người của xã Phú Long về xã Long Phú, huyện Tân Châu quản lý
- Điều chỉnh 319 ha diện tích tự nhiên và 455 người của xã Phú Vĩnh, huyện Tân Châu về xã Phú Long quản lý

Sau khi điều chỉnh địa giới hành chính, xã Phú Long còn lại 1.907 ha diện tích tự nhiên và 4.863 người.